# Mosambikanische Badmintonmeisterschaft 1984
Die Mosambikanische Badmintonmeisterschaft 1984  fand vom 9. bis zum 11. März 1984 in Beira statt.

## Finalresultate
| Disziplin    | Sieger                           | Finalist                    | Ergebnis            |
| ------------ | -------------------------------- | --------------------------- | ------------------- |
| Herreneinzel | Luis Antonio Timm                | Sozinho Guerra              | 15–6, 17–14         |
| Dameneinzel  | Indira Bhikha                    | Eline Coelho                | 11–4, 11–2          |
| Herrendoppel | Sozinho Guerra Luis Antonio Timm | Paulo Oscar Carlos Yun      | 15–13, 14–17, 15–11 |
| Mixed        | Luis Antonio Timm Indira Bhikha  | Sozinho Guerra Eline Coelho | 15–11, 15–13        |